# هيرب بيتن
هيرب بيتن (بالإنجليزية: Herb Peyton)‏ هو شخصية أعمال أمريكي، ولد في 6 يناير 1932 في بولينغ غرين في الولايات المتحدة.